# Živá tvorba
Živá tvorba byl český – dle podtitulu – literárně umělecký měsíčník z let 1942–1944.
Vznikl v roce 1942 sloučením dvou časopisů - Aktivisté a Úboj. Vycházel v počtu deseti čísel ročně. Vyšly celkem tři ročníky v letech 1942-1944. První číslo vyšlo 19. října 1942; poslední 1. června 1944. Časopis řídili dr. Vladimír Kolátor a Jaroslav Janoušek, který vykonával i funkci odpovědného redaktora. Tiskla jej společnost Tempo Praha.
Oblastí divadelní tvorby a dramatické scenáristiky se ve svých článcích zabývali Dr. Vladimír Kolátor a A. F. Šulc. Literaturu a poezii recenzoval básník Jiří Suchánek. O výtvarném umění a uskutečněných výstavách a salónech Zlín referovali Miroslav Koutecký a Jaroslav Hlaváček. Na stránkách Živé tvorby vycházely literární příspěvky od Františka Kožíka, Antonína Veselého, Arnošta Vaněčka, básně Jiřího Šotoly. Příspěvky k problematice vztahu divadla a filmu psali Artuš Černík, Vladimír Čech a A. F. Šulc.